# Camps de migrants en région parisienne
Depuis 2015, des milliers d'exilés aux profils très divers (familles ou personnes seules, personnes en transit ou demandeurs d’asile, dont une partie est en droit d'obtenir l'asile en France) forment des camps de migrants à Paris et sa proche banlieue.

## Historique

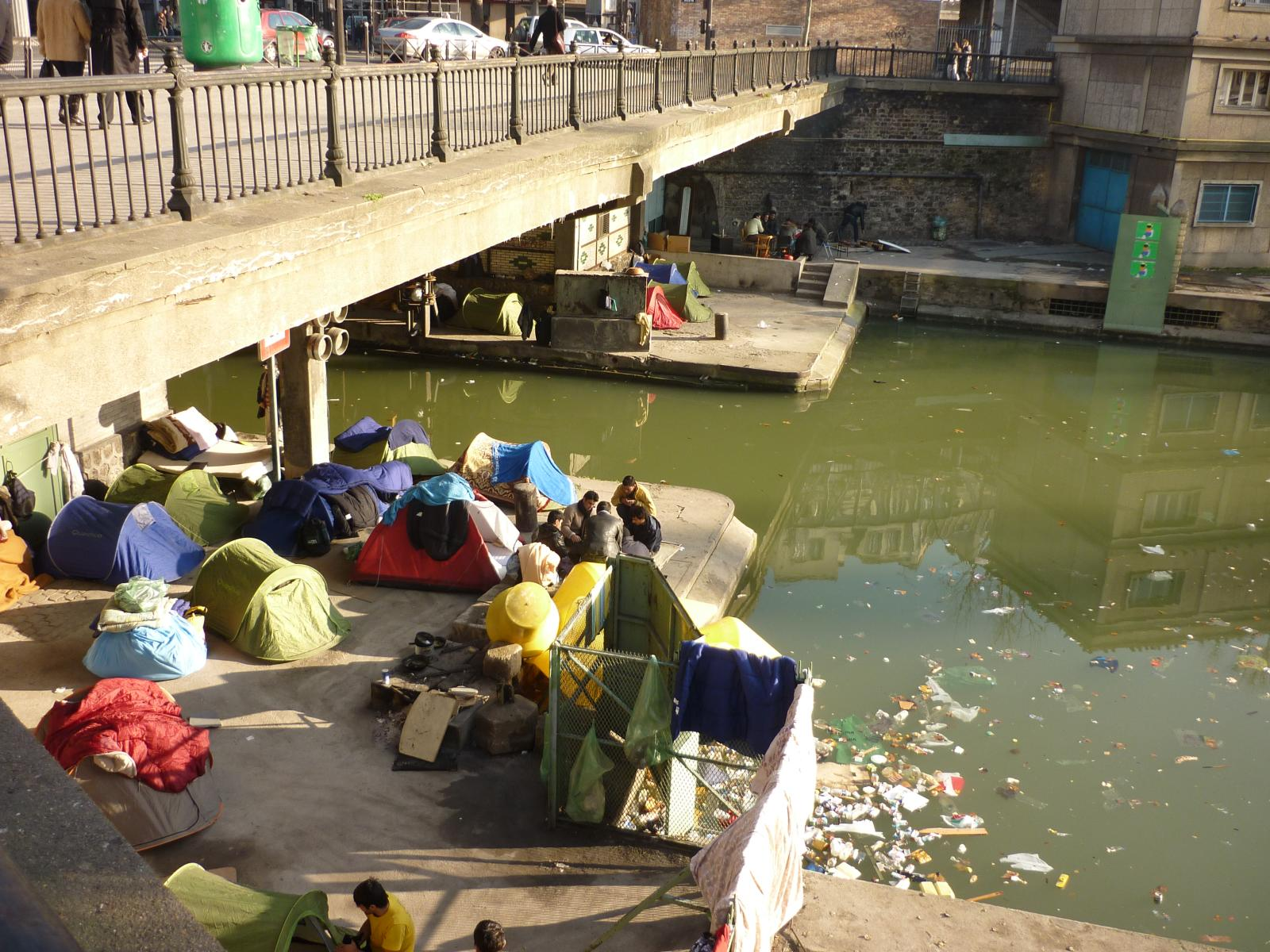
Réfugiés afghans le long du canal Saint-Martin.

En 2015, avec le démantèlement progressif de la « jungle de Calais », Paris voit naître des campements de migrants dans les rues et les terrains vagues de la capitale, principalement autour de la  porte de La Chapelle, de la porte de Saint-Ouen, de la porte d'Aubervilliers et de la gare de Paris-Austerlitz. Provenant notamment du Nigeria, d’Érythrée, d'Irak, d'Afghanistan, de Syrie, d'Égypte et de Somalie, des réfugiés s'installent également sous la partie aérienne de la ligne 2 du métro proche des quartiers de Barbès et de la Goutte-d’Or. Régulièrement, les forces de l'ordre évacuent les migrants — parfois plusieurs milliers — de ces campements installés principalement au nord de la capitale.
Pour gérer la crise migratoire, la Ville de Paris ouvre en novembre 2016 un centre provisoire de premier accueil et d'hébergement dédiés aux hommes seuls et majeurs à la porte de la Chapelle,, tandis qu'un second, consacré exclusivement aux femmes seules ou avec enfants, ouvre ensuite à Ivry-sur-Seine. Malheureusement, avec sa capacité de 400 places, le centre de la Chapelle est vite saturé et les campements sauvages rapidement reconstitués sont régulièrement évacués — souvent avec violence,, — pour se reformer immédiatement. 
À partir de 2017 sont également créés des CAES(Centres d’accueil et d’examen des situations pour migrants) dont le but est d’héberger les migrants qui sont à la rue. Ceux-ci, envoyés par des maraudes ou des accueils de jour, voient leur situation administrative étudiée et à l’issue de cet examen, sont réorientés vers des centres pour réfugiés, des centres pour demandeurs d’asile ou des hébergements d’urgence.

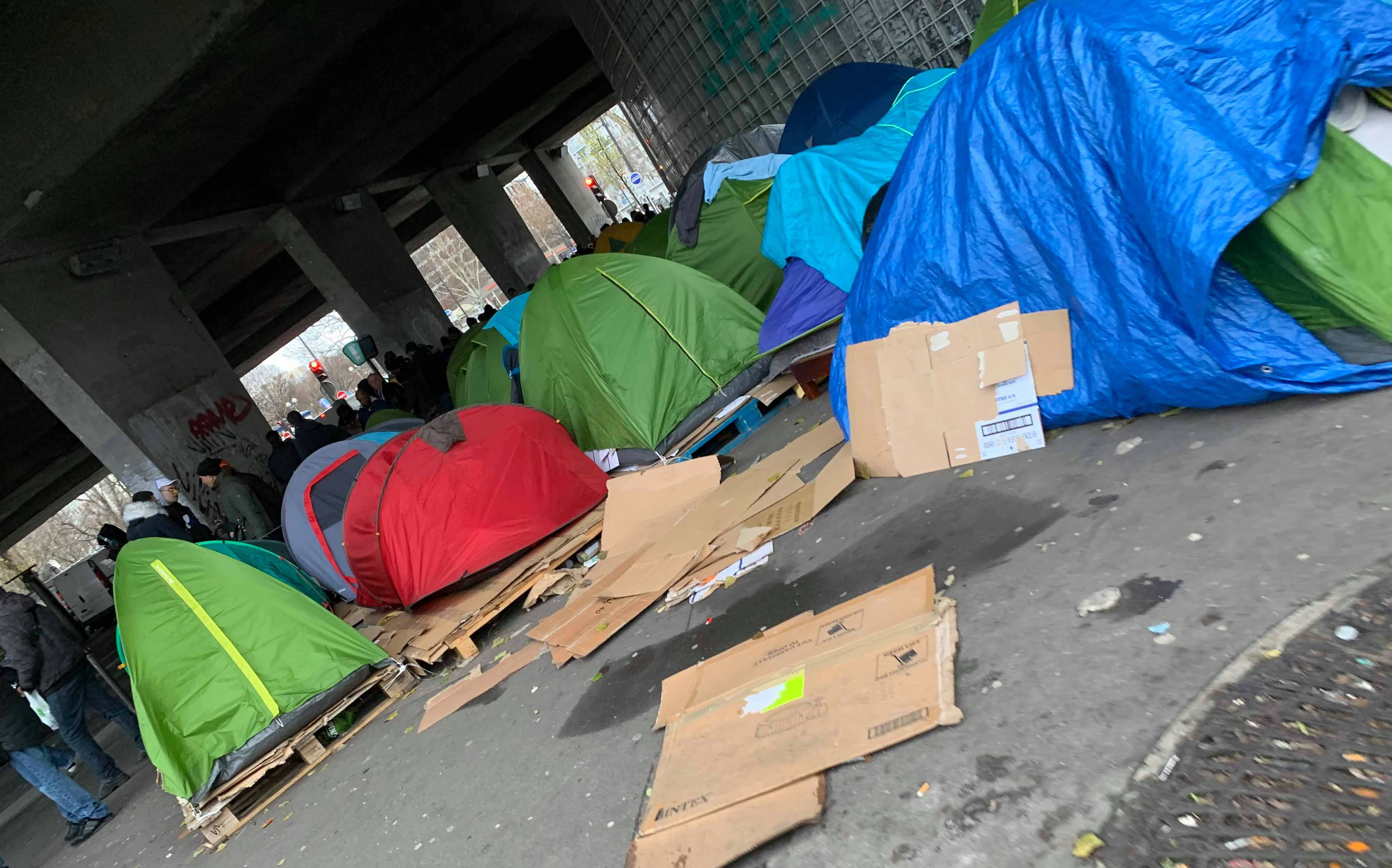
Camp de migrants situé au marché aux puces de Saint-Ouen (Paris, 2019).

Mais le dispositif n’est pas parvenu à résoudre la question des campements de rue parisiens car « [...] les CAES étaient au départ conçus essentiellement pour accueillir des primo-arrivants, enregistrer leur demande d’asile, puis les orienter dans des centres dédiés, mais, de plus en plus, ils reçoivent des gens qu’ils n’arrivent pas à orienter car ils relèvent d’autres profils », affirme Gérard Sadik de la Cimade. « Aujourd’hui, deux tiers des personnes qui passent par les CAES d’Île-de-France font la navette et retournent à la rue » déclare Clothilde Hoppe, à la Fédération des acteurs de la solidarité.

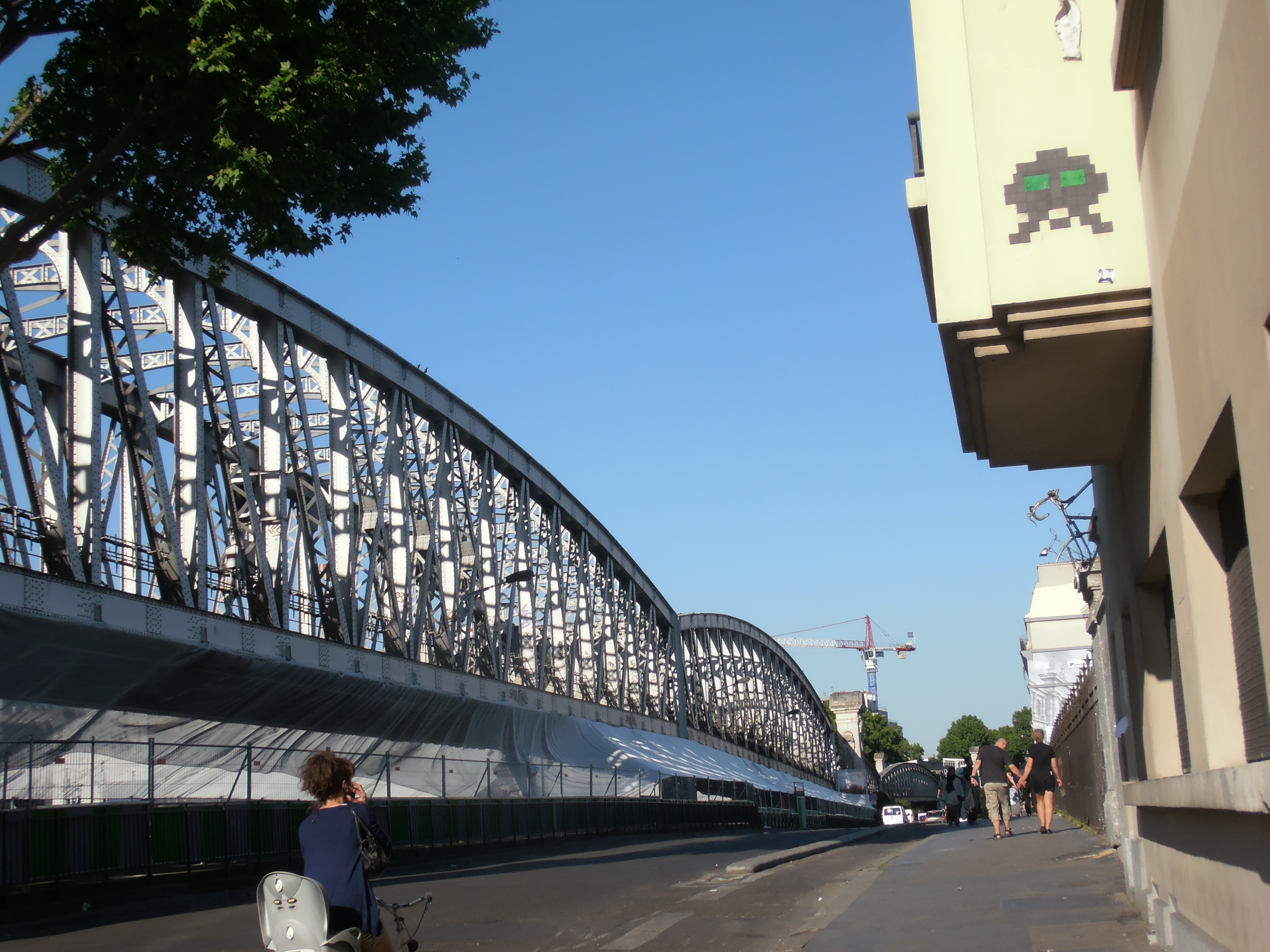
Les bâches placées par les autorités sous le pont du métro aérien de La Chapelle sont destinées à empêcher les migrants de s'y réinstaller.

En 2020, l'ouverture d'un sixième CAES a lieu boulevard Ney et porte désormais à 900 places la capacité du dispositif francilien, c'est-à -dire deux fois plus que les 400 places du centre provisoire de premier accueil et d'hébergement créé par Anne Hidalgo en 2016 et fermé en 2018. Cependant, bien que depuis le début de la crise divers centres d'accueil et d'hébergement humanitaires aient été créés, ceux-ci n'ont jamais pu résorber l'afflux de migrants dont le nombre est toujours supérieur aux possibilités de logement ou de relocalisation proposés.
Au gré des expulsions successives, ces campements abritant parfois des milliers de personnes se déplacent et se reforment régulièrement après chaque dispersion,, mais depuis les premiers jours, face à ce que certains exilés appellent « l'incurie de l'État », des associations d'aide aux migrants tentent de pallier un système qu'ils estiment ne pas fonctionner par des distributions alimentaires, des dons de vêtements, des conseils juridiques, un accompagnement dans les démarches de santé ou encore des hébergements citoyens.

## «Porosité» avec la colline du crack
Les migrants installés porte de la Chapelle pâtissent également de la proximité avec la colline du crack,,. Certaines associations humanitaires s'inquiètent de son voisinage et constatent « une porosité » entre les deux publics, la situation de grande précarité de certains migrants les exposant à une première prise de stupéfiants— parfois offerte par des trafiquants, —, créant une dépendance dès les premières prises.

## Jeux Olympiques de 2024
En 2024, dans la perspective des Jeux Olympiques se déroulant dans le nord parisien, certains migrants et consommateurs de stupéfiants sans domicile fixe, sont relogés dans des villes de province, comme Orléans,,, Belfort, Rennes,,, Strasbourg ou Nantes,. Cette création de « sas régionaux d'accueil » ou « sas d'accueil temporaires régionaux» permet à la fois d'alléger la pression sur l'hebergement d'urgence en région parisienne, d'abaisser les couts des soins, mais aussi de dégager des nuitées hotelières destinées aux touristes,. Elle se heurte toutefois à l'inquiétude de certains édiles,.